# Virtual Fishing
Virtual Fishing (バーチャルフィッシング, Virtual Fishing?) es un videojuego de pesca lanzado en 1995 para Virtual Boy. El juego ha sido desarrollado y editado por Pack-In-Video en Japón. THQ iba a distribuir el juego en territorio estadounidense inicialmente, pero debido a las ventas mediocres de la Virtual Boy no fue lanzado fuera de Japón.